# 阿兰·芬基尔克罗

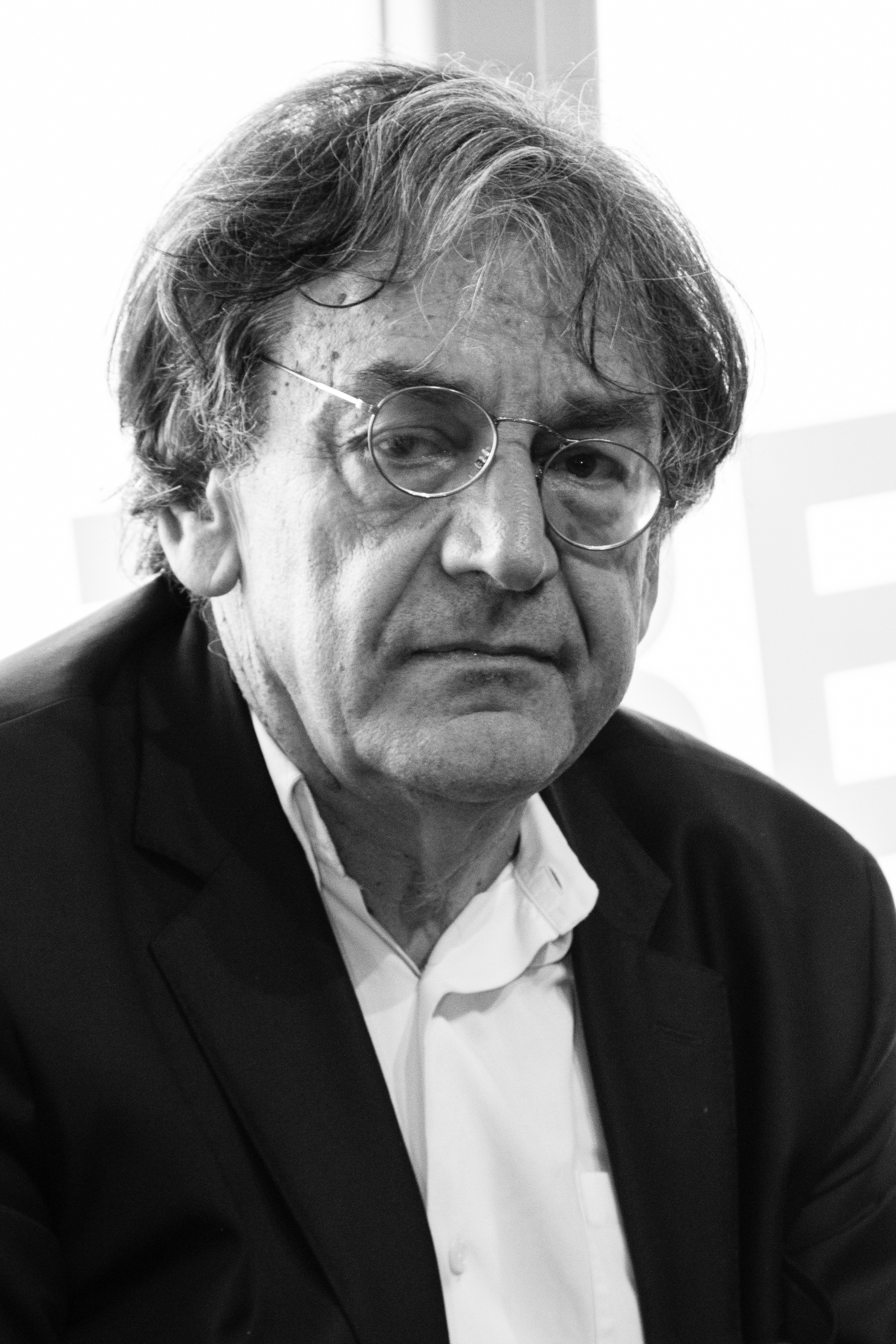
阿兰·芬基尔克罗

阿兰·芬基尔克罗（Alain Finkielkraut，1949年6月30日—），法国哲学家、作家、公共知识分子。其涉猎领域广泛，包括犹太身份与反犹主义、法国殖民主义、法国教育与移民同化、南斯拉夫内战等都是他笔下的话题。
1976年，27岁的芬基尔克罗就成为了加州大学伯克利分校法国文学系的助理教授。1989年至2014年期间，他曾任巴黎综合理工学院人文与社会科学系的观念史教授。2014年4月当选法兰西学术院院士。2014年荣获孔堡-夏多布里昂大奖。